# Passiflora rubra
Passiflora rubra, una de les plantes conegudes amb el nom de passionera, és una espècie de planta amb flors pertanyent a la família Passifloraceae. Viu des del Carib fins a Bolívia, el Brasil i el Perú.